# Bernhard Feilchenfeld

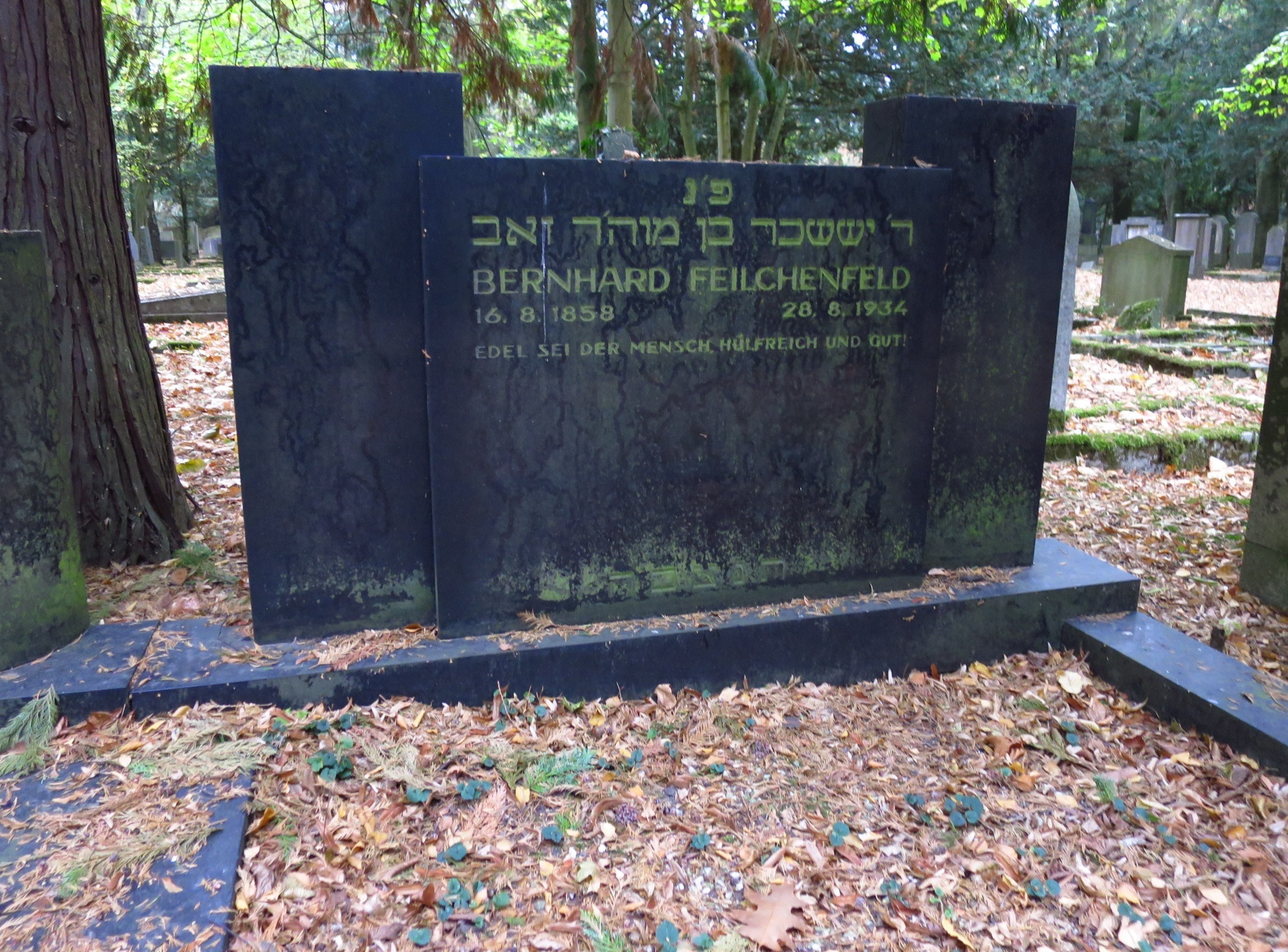
Grab von Bernhard Feilchenfeld auf dem Jüdischen Friedhof Bocklemünd

Bern(h)ard Feilchenfeld (geboren 16. August 1858 in Düsseldorf; gestorben 28. August 1934 in Köln) war ein deutscher Kaufmann. Er machte sich in Köln um jüdische und soziale Organisationen verdient.

## Werdegang

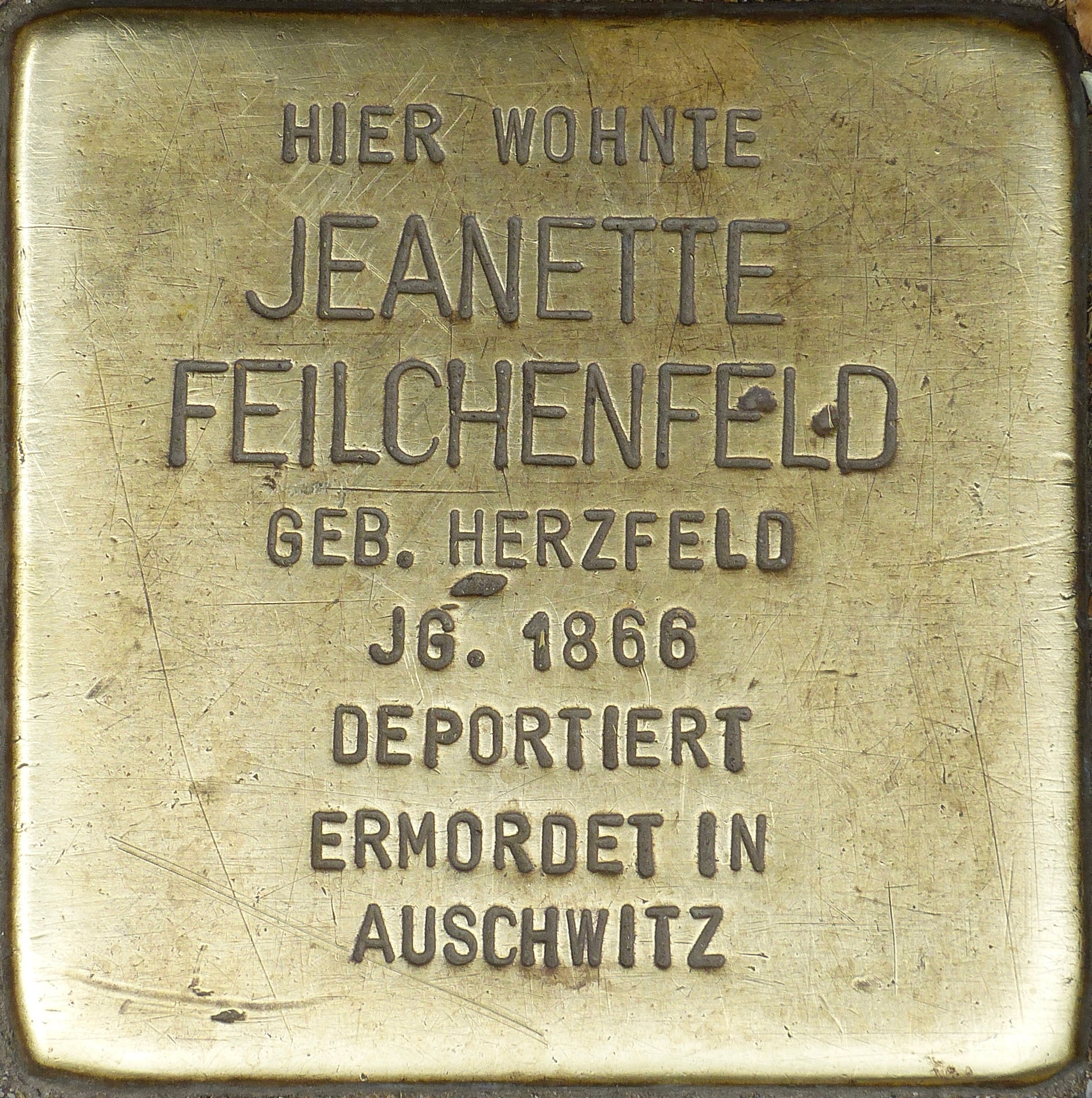
Stolperstein für Feilchenfelds Ehefrau Jeanette in Köln

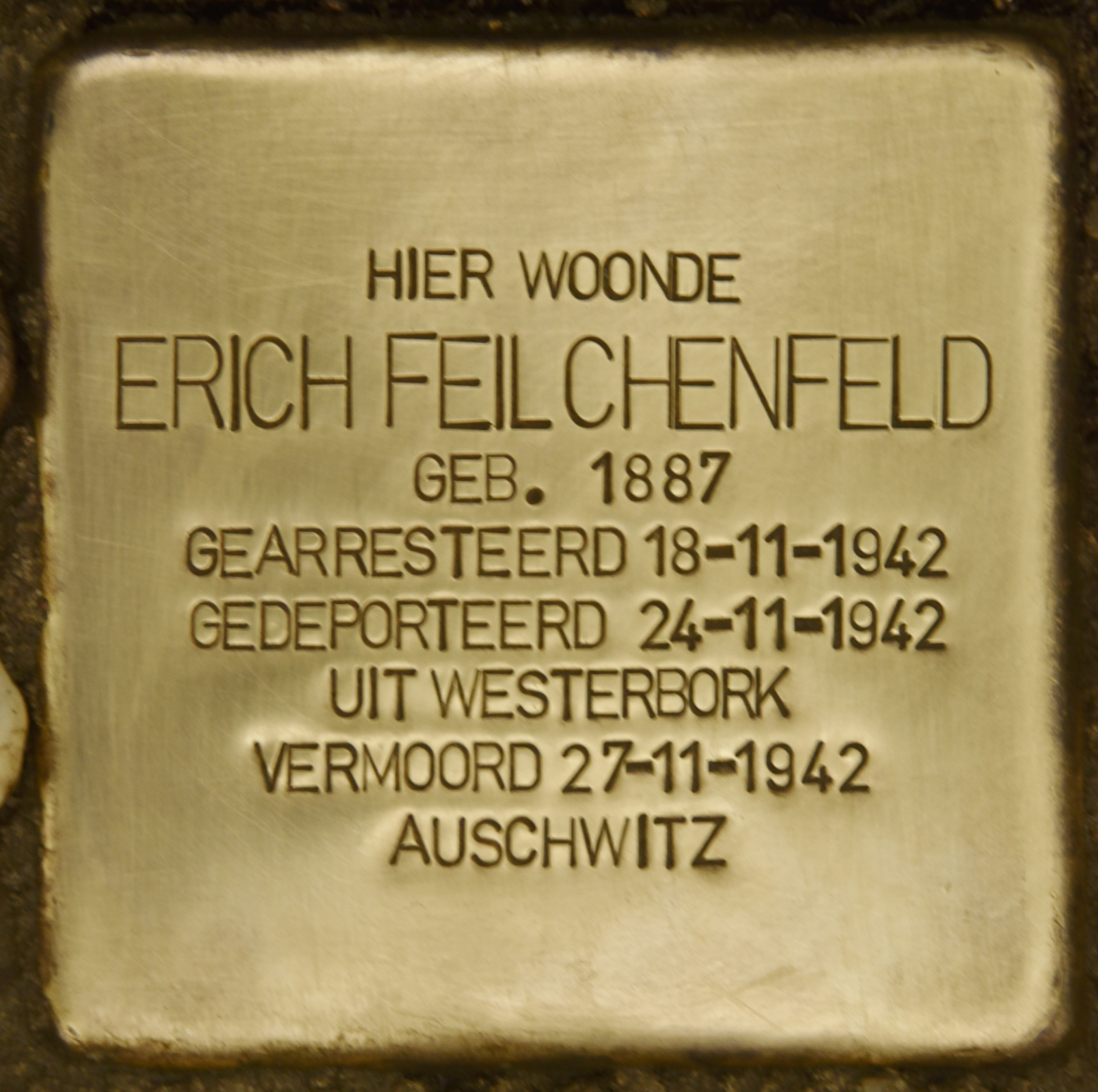
Stolperstein für den Sohn Erich Feilchenfeld im niederländischen Putten

Bernhard Feilchenfeld war das älteste von acht Kindern des Rabbiners Wolf Feilchenfeld und von dessen Frau Ernestine, geborene Berend. Der Vater war zunächst Rabbiner in Düsseldorf und ab 1872 über 40 Jahre lang Oberrabbiner von Posen. Der Pädagoge Alfred Feilchenfeld war ein Bruder von Bernhard Feilchenfeld ebenso wie Joseph Feilchenfeld (1869–1927), der sich als Lehrer und Gelehrter ebenfalls einen Namen gemacht hatte und zuletzt unter derselben Adresse in Köln wie sein Bruder Bernhard lebte. Bernhard Feilchenfeld hatte mit seiner Frau Jeanette (1866–1942), geborene Herzfeld, einen Sohn namens Erich und zwei Töchter, Aurelia und Hildegard.
Feilchenfeld war Kaufmann von Beruf und im Gegensatz zu seinem Vater religiös liberal. 1885 taucht sein Name erstmals im Kölner Adressbuch auf unter der Adresse Blaubach 26, fünf Jahre später befand sich sein „Agenturgeschäft. Alleinverkauf des Eisenhütten- und Emaillirwerk Neusalz für Rheinland, Westfalen, Belgien und Holland“ (Unternehmen zur Produktion von Öfen und Töpfen) am Hohenstaufenring 50. Später betrieb er mit seinem Sohn sein Handels-Unternehmen am Rathenauplatz (bis 1923 Königplatz) 24 in Köln, fußläufig zur Synagoge; laut Kölner Adressbuch von 1925 war Erich Herzfeld auch Teilhaber der Stahlhandlung Amerikaner & Cie, die an der Venloer Straße ansässig war. Sein Geschäftspartner war sein Schwager Albert Amerikaner (1882–1943), der mit Aurelia Feilchenfeld verheiratet war.
Bernhard Feilchenfeld engagierte sich in zahlreichen Ämtern in jüdischen Organisationen. „Er zählte zu den aktivsten und prägendsten Mitglieder der Kölner jüdischen Gemeinde seiner Generation.“ So wurde er 1902 zum Vorsitzenden des Israelitischen Unterstützungsvereins in Köln gewählt; ab 1918 trug dieser Verein den Untertitel Israelitisches Wohlfahrtsamt und ab 1931 Wohlfahrtsamt der Synagogengemeinde Köln. Unter seiner Leitung wurde das jüdische Fürsorgewesen in Köln umfassend reorganisiert. Es richtete sich an den modernen Grundsätzen sozialer Fürsorge und galt als vorbildlich, wobei Feilchenfeld vorrangig junge, ausgebildete Frauen zur Mitarbeit heranzog, was als Neuerung galt. Auch betrieb er die Gründung der Deutschen Zentrale für jüdische Wanderarmenfürsorge, von der jüdische mittellose Durchwanderer aus dem Osten in Köln mit Verpflegung, Unterkunft und Reisekosten versorgt wurden. Gemeinsam mit Vertreten von protestantischen und katholischen Gemeinden saß er im Vorstand des Kölner Obdachlosenasyls. Seine Frau Jeanette engagierte sich im Kuratorium des Jüdischen Waisenhauses und im Israelitischen Frauenverein.
1920 wurde Feilchenfeld, „ein rheinischer Jude von altem Schrot und Korn“, Vorsitzender des neugegründeten Landesverbandes Rheinland (Linksrhein.) des Central-Vereins deutscher Staatsbürger jüdischen Glaubens (CV). Diese Organisation machte es sich angesichts zunehmender Judenfeindlichkeit zur Aufgabe, „in ihrer rheinischen Heimat durch Abwehr und Aufklärung für eine Entgiftung der Atmosphäre zu sorgen und Mitstreiter im Kampf für unsere gerechte Sache zu finden“. Unter Feilchenfelds Ägide fand im Juni 1928 im Kölner Opernhaus die Rheinlandtagung des CV mit rund 1000 Teilnehmern statt.
1929 legte Bernhard Feilchenfeld aus Altersgründen alle seine Ämter nieder. Die Synagogen-Gemeinde Köln ernannte ihn zu ihrem Ehrenvorsitzenden und gründete ihm zu Ehren die Bernhard-Feilchenfeld-Jubiläums-Stiftung, zudem wurde er Ehrenvorsitzender des Landesverbandes des CV sowie des jüdischen Wohlfahrtsamtes. Er starb 1934 im Alter von 76 Jahren nach langer Krankheit in seiner Kölner Wohnung am Rathenauplatz (1933–1945: Horst-Wessel-Platz) und wurde auf dem Jüdischen Friedhof Bocklemünd (Flur 22 F, Nr. 44) bestattet. Das Grab, in dem er allein begraben liegt, war für ein Ehepaar angelegt.
1939 waren Erich Feilchenfeld und seine Mutter Jeanette in der Mainzer Str. 22 in Köln gemeldet. Anschließend flüchteten sie in die Niederlande, wurden aber von dort aus über das Durchgangslager Westerbork nach Auschwitz deportiert, wo sie am 27. November 1942 ermordet wurden. Für beide wurden im niederländischen Putten Stolpersteine verlegt, wo sich der letzte Wohnsitz von Mutter, Sohn und auch der Tochter Aurelia befunden hatte. Ein weiterer Stolperstein für Jeanette Feilchenfeld liegt vor dem Haus Mainzer Str. 22 in Köln.
Aurelia Feilchenfeld (1892–1977 in Buenos Aires) wurde im November 1942 aus den Niederlanden von derselben Adresse in Putten aus nach Bergen-Belsen deportiert, wo sie im sogenannten „Neutralenlager“, einem Sonderlager für „Austauschjuden“ aus neutralen Ländern gefangen gehalten wurde, auch nach dem jeweiligen Lagerältesten „Schneebaum-Lager“ und anschließend „Benádon-Lager“ genannt. Als Ehefrau und spätere Witwe von Albert Amerikaner besaß sie die argentinische Staatsbürgerschaft. Im Juni 1944 wurde sie entlassen. Aurelias Schwester Hildegard (1905–1988 in Newfoundland, New Jersey, USA) überlebte den Holocaust ebenfalls.
1975 wurde in Köln-Zollstock eine Straße nach Bernhard Feilchenfeld benannt.